# Loch Ness
Loch Ness (škotski gaelski: Loch Nis) je jezero u Škotskom visočju, najpoznatije po legendi da u njemu živi čudovište zvano Nessie (škotski gaelski: Niseag).
Jezero je povezano s južnim krajem rijeke Oich, a Kaledonijskim kanalom i s jezerom Loch Oich. Jezerska voda je izuzetno neprozirna, zbog velike količine treseta u okolnom zemljištu.
Loch Ness je, s 56,4 km2, drugo po veličini škotsko jezero, iza Loch Lomonda, a zapreminom je najveće, zbog svoje relativno velike dubine. Najdublja točka je na 230 m, a jezero sadrži više slatke vode nego sva jezera u Engleskoj i Walesu zajedno.

## Galerija
- Jezero Loch Ness
- Čudovište koje (navodno) živi u jezeru Loch Ness izgleda kao dinosaur Plesiosaur

## Vanjske poveznice
- Virtualni vodič  Arhivirana inačica izvorne stranice od 8. listopada 2008. (Wayback Machine) (engl.)

### Ostali projekti
|  | Zajednički poslužitelj ima još gradiva o temi Loch Ness |